# Alainova věž
Alainova věž, lidově zvaná Alainovka, je novogotická stavba na lesní mýtině na jižním svahu podkrkonošského vrchu Tábor v Libereckém kraji, asi 3 km jižně od Lomnice nad Popelkou. Věž byla postavena v 19. století rodem Rohanů a používána do první světové války jako posed v rohanské oboře. Po roce 1945 se stala skladem krmiva pro zvěř a následně byla zcela nevyužívaná. V roce 2009 odkoupilo věž město Lomnice nad Popelkou a v roce 2013 prošla kompletní rekonstrukcí.

## Historie
Alainova věž se nachází v oboře na území bývalého panství Lomnice nad Popelkou. Toto panství bylo známo již od středověku a jeho majiteli byli například Morzinové.
Od roku 1834 vlastnili panství Rohanové, kteří se do Čech přestěhovali po Velké francouzské revoluci. V Čechách, kde vlastnili již tři panství, se Charles Alain Gabriel de Rohan usadil na zámku Sychrov. Jeho dědicem se stal Kamil Rohan, který koupil již zmiňované panství Lomnice nad Popelkou a dal postavit Alainovu věž.

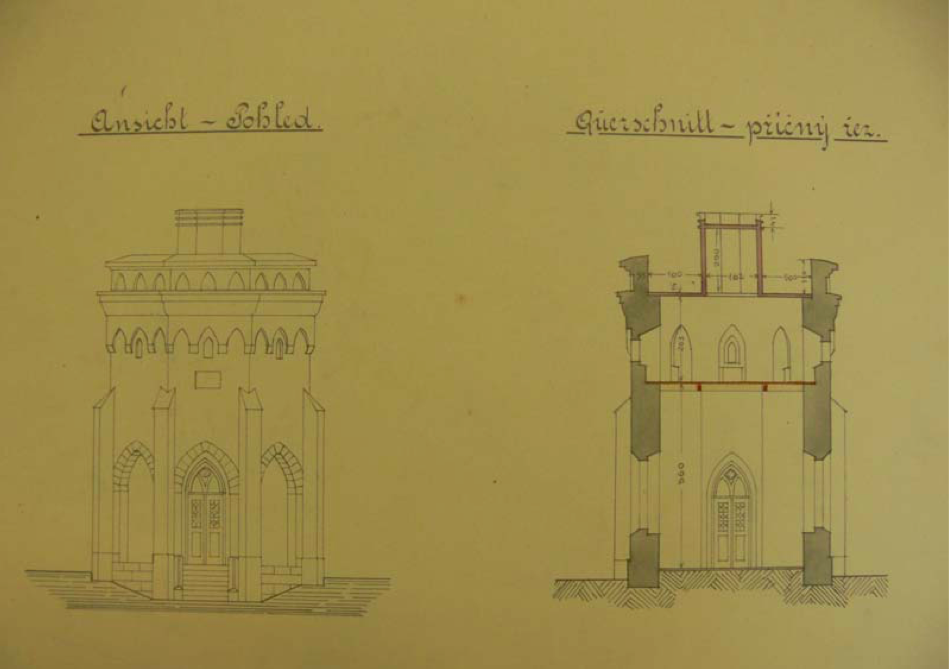
Zaměření Alainovy věže z roku 1912

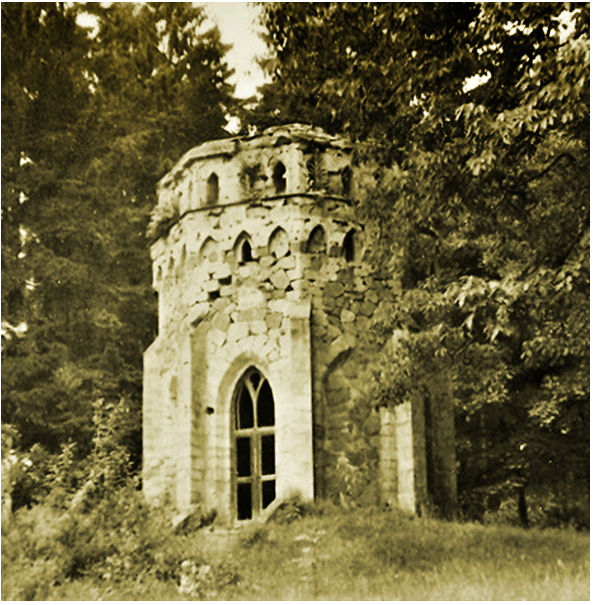
Historický snímek z roku 1966

Alainova věž byla postavena na počest prince Alaina, synovce Kamila Rohana. V roce 1857 se princ Alain zúčastnil lovu u knížete Mořice Lobkowicze, v oboře u zámku Košťany spadl z koně a později zemřel na následky zranění. V roce 1862 byla stavba dokončena knížecím stavitelem a architektem Josefem Pruvotem. Alainova věž je honosný posed, který vypadá jako kamenná věž, a byla využívána až do 1. světové války k pozorování a lovu lesní zvěře v rozsáhlé rohanské oboře.
Posledním vlastníkem byl JUDr. Antonín Alain Rohan, kterému byl po roce 1945 majetek zabaven na základě Benešovských dekretů a následně vypadl z katastru nemovitostí. Alainova věž byla využívána ještě několik let jako sklad krmení pro zvěř a později byla zcela opuštěna. Postupem času byla zničena dřevěná okna a dveře. Stavba zarostla vegetací, která poničila mimo jiné i zdivo. Věž se postupně začala hroutit a změnila se v ruinu.
V roce 2009 odkoupilo věž město Lomnice nad Popelkou od Lesů České republiky a v roce 2013, kdy byly vyřešeny všechny majetkové spory kolem vlastnictví, začalo město s kompletní rekonstrukcí věže. Díky této rekonstrukci se stala věž konečně plnohodnotnou rozhlednou a památkou přístupnou turistům.

## Architektonický popis
Alainova věž byla původně dvoupatrová, nyní pouze jednopatrová stavba na půdorysu pravidelného osmiúhelníku a její plocha čítá okolo 30 metrů čtverečních. Celková výška je 10,5 metru. 

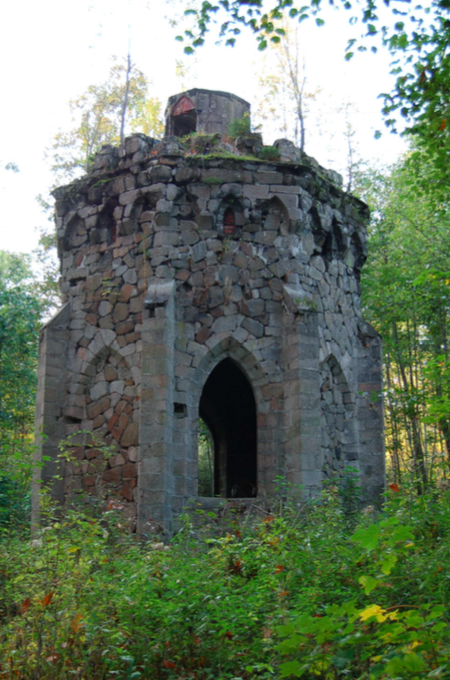
Alainova věž jako ruina 2007

### Před rekonstrukcí
Stavba byla původně rozdělena na dvě části, na první patro ve výšce 5,6 metrů, které bylo tvořeno dřevěnou podlahou podepřenou trámy, a na nástavbu o výšce 2,03 metru. V prvním patře se nacházelo osm otvorů ve tvaru lomeného oblouku, vždy jedno na každé straně osmiúhelníku. Tyto otvory mohly sloužit jako střílny či pro pozorování lesní zvěře. Nástavba měla – stejně jako věž – půdorys osmiúhelníku, jen v menším měřítku, a byla využívána hlavně při špatném počasí, kdy nebylo možné využít ochoz.
Do prvního patra věže se dalo vystoupat po levotočivém schodišti o 35 stupních, které vedlo středem stavby. Dále následoval dřevěný desetistupňový žebřík do prostoru nástavby, odkud bylo možné vyjít východem ve tvaru lomeného oblouku na ochoz věže. Ochoz byl obestavěn zábradlím, které bylo stejně jako celá věž postaveno z přírodního neomítnutého kamene.
Vstup do přízemí věže byl zajištěn ze dvou světových stran – severní a jižní – a to dřevěnými dveřmi se skleněnou výplní ve tvaru gotického lomeného oblouku. Východní a západní strana byla osazena vysokými okny ve stejném tvaru jako vstupní otvory, taktéž se skleněnou vitráží. Ve čtyřech zbylých částech osmistěnu byly tvary oken pouze imitovány pomocí nik. Na všech osmi nárožích byly opěrné pilíře (polosloupy) čtvercového půdorysu se zešikmenou vrchní hranou. 

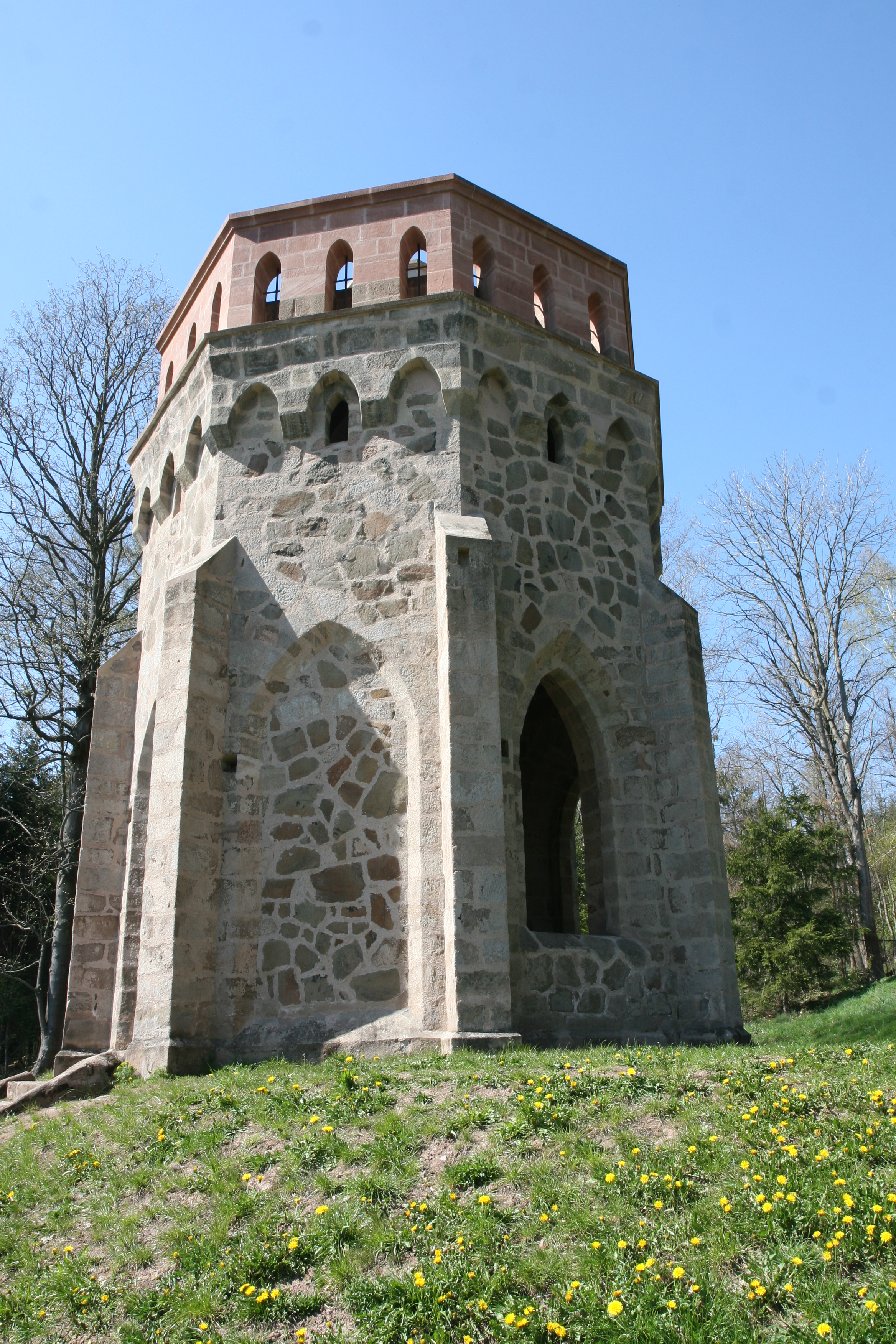
Alainova věž po rekonstrukci

Protože Alainova věž stojí na nerovném povrchu směrem do kopce, bylo k její východní části přistavěno kamenné schodiště o sedmi stupních.
Nad jižním je tabulka s nápisem: „Alain Thurm“, v překladu „Alainova věž“. Nad severním vchodem byla tabulka s nápisem: „Dem Andenken des Durchlauchtigen Prinzen Alain Rohan k.k. Escad Comand…(nečitelné)...ei Lichtenstein Huszaren Gewidmet. Geb. am 8. October 1829, gest. am 28. Sept. 1857“, v překladu znamená tento nápis: „Věnována památce nejjasnějšího Prince Alaina…(nečitelné)… Rohanu c. k. veliteli eskadrony jízdy Lichtenštejnových husarů. Narozen 8. října 1829, zemřel 28. září 1857“.

### Po rekonstrukci
V současnosti je Alainova věž vystavěná z režného kamenného zdiva doplněného červeným pískovcem. V horní části věže byly využity klasické červené cihly. Původní dřevěné patro bylo odstraněno, zůstaly po něm pouze otvory po původních dřevěných trámech, viditelné po celém obvodu věže. Osm malých otvorů původně využívaných jako střílny bylo zachováno a nyní jsou hlavním zdrojem světla ve vyšší části věže. Není však možné se k nim nijak dostat, a tudíž ani plně využít jejich výhledu.
Osmiboká střešní nástavba v nejvyšší části věže byla zachována a omítnuta. Výstupní otvor ve tvaru lomeného oblouku byl také ponechán a nachází se na východní straně Alainovy věže. Ochoz se stal hlavní turistickou atrakcí a místem, které původní posed změnilo v dnešní rozhlednu. Kamenné zábradlí bylo znovu vystavěno z červeného pískovce, z každé strany se třemi malými otvory (okny) ve tvaru lomeného oblouku a s mřížemi ve tvaru kříže, kvůli bezpečnosti.
Zcela obnovené je také sedmistupňové schodiště u jižního vchodu. Vstupy i okna byly zachovány původní, pouze již nejsou doplněny dřevěnými okny, ale jsou ponechány pouze jako otvory, tudíž se stala Alainova věž průchodní a není možné ji žádným způsobem uzavřít. Také pouze imitované lomené oblouky ve zbylých stěnách osmistěnu byly zachovány.
Nad každým vstupem je stále umístěna zmíněná tabulka s nápisy, připomínajícími prince Alaina. Obě tabulky jsou původní, tedy skoro nečitelné.

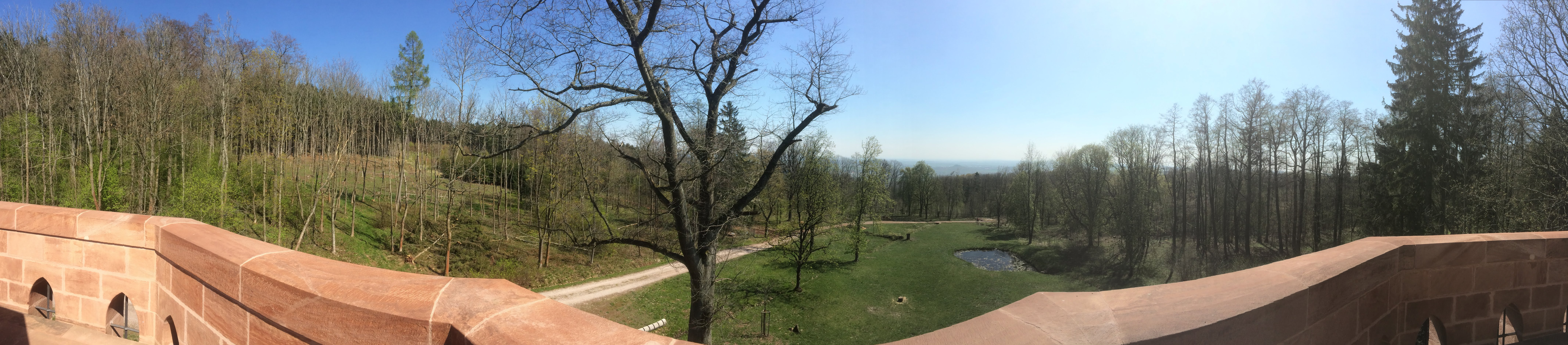
Výhled z ochozu

## Přístup
Alainova věž leží na modře značené turistické cestě z Lomnice přes Tábor k železniční zastávce Cidlina, asi 200 m od rozcestí Pod  Alainovou věží se žlutě značenou cestou z Lomnice oborou přes Košov k železniční zastávce Kyje, (od níž je to jen asi 1 km skoro po rovině).

## Zajímavost
Alainova věž se velmi podobá základně rozhledny Štěpánka u Příchovic v Jizerských horách, kterou dal majitel lomnického panství kníže Kamil Rohan dříve vybudovat na počest českého místodržitele arcivévody Štěpána.

## Galerie

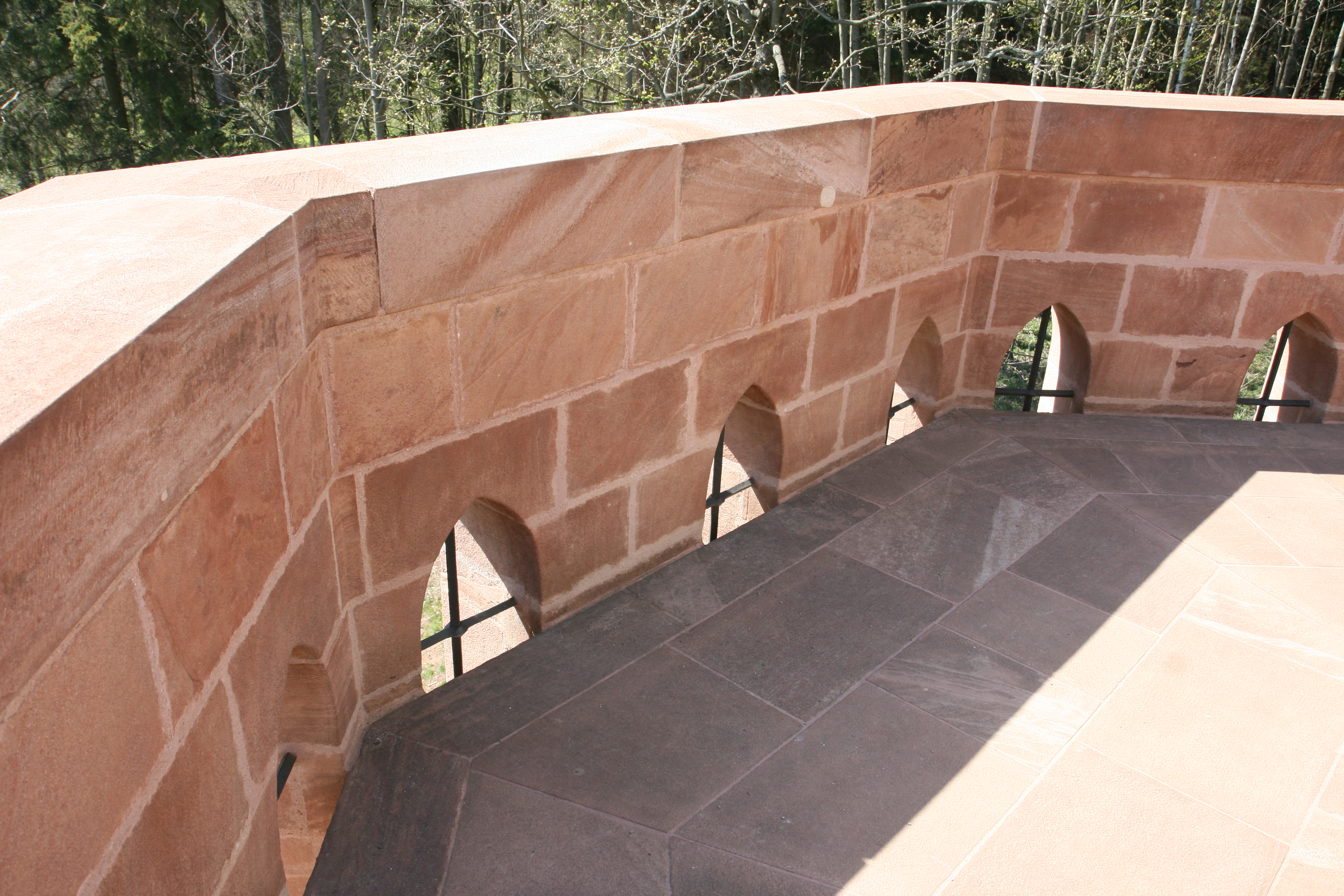
Ochoz
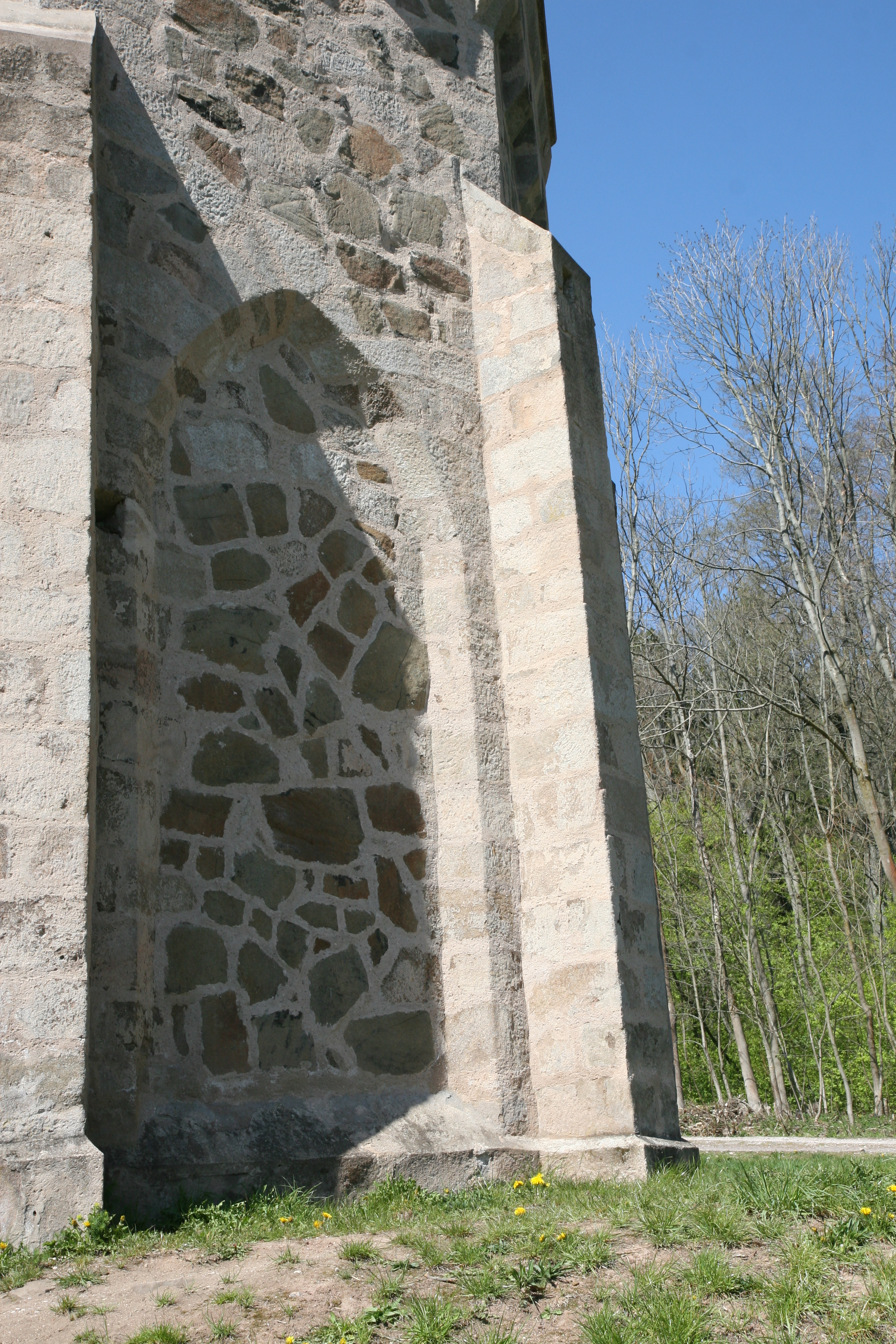
Opěrný pilíř
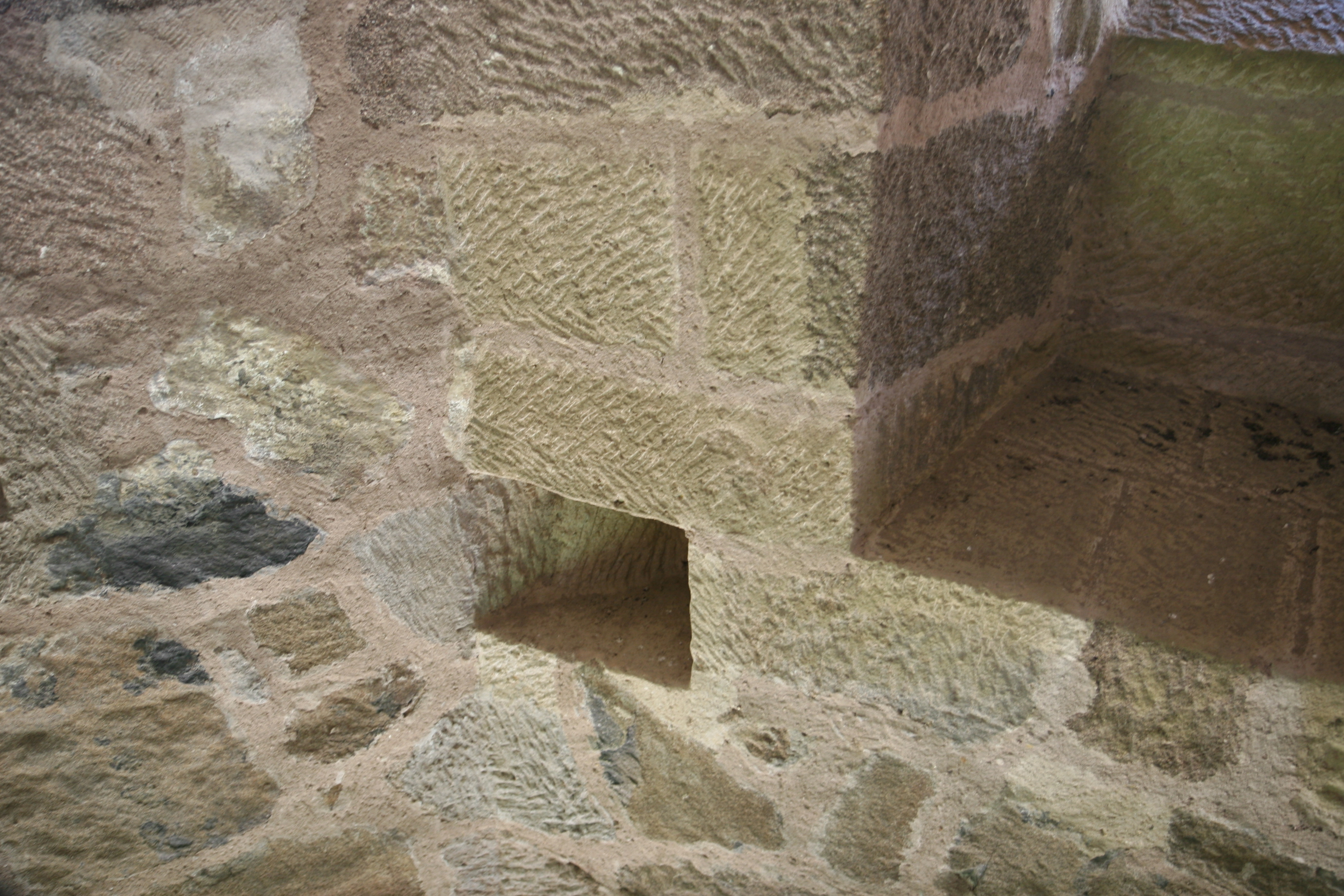
Otvor po trámu, který nesl původní první patro
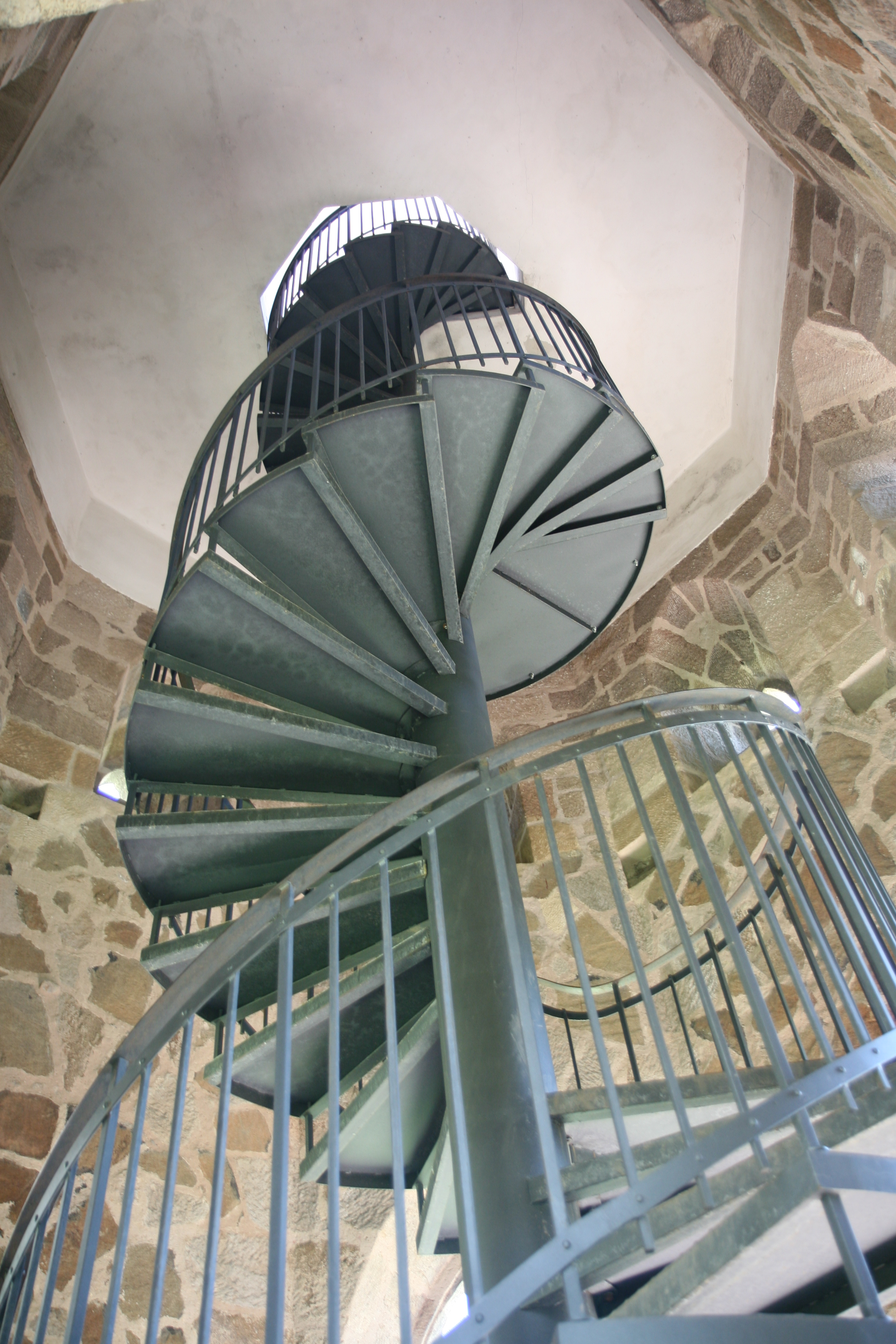
Nové schodiště
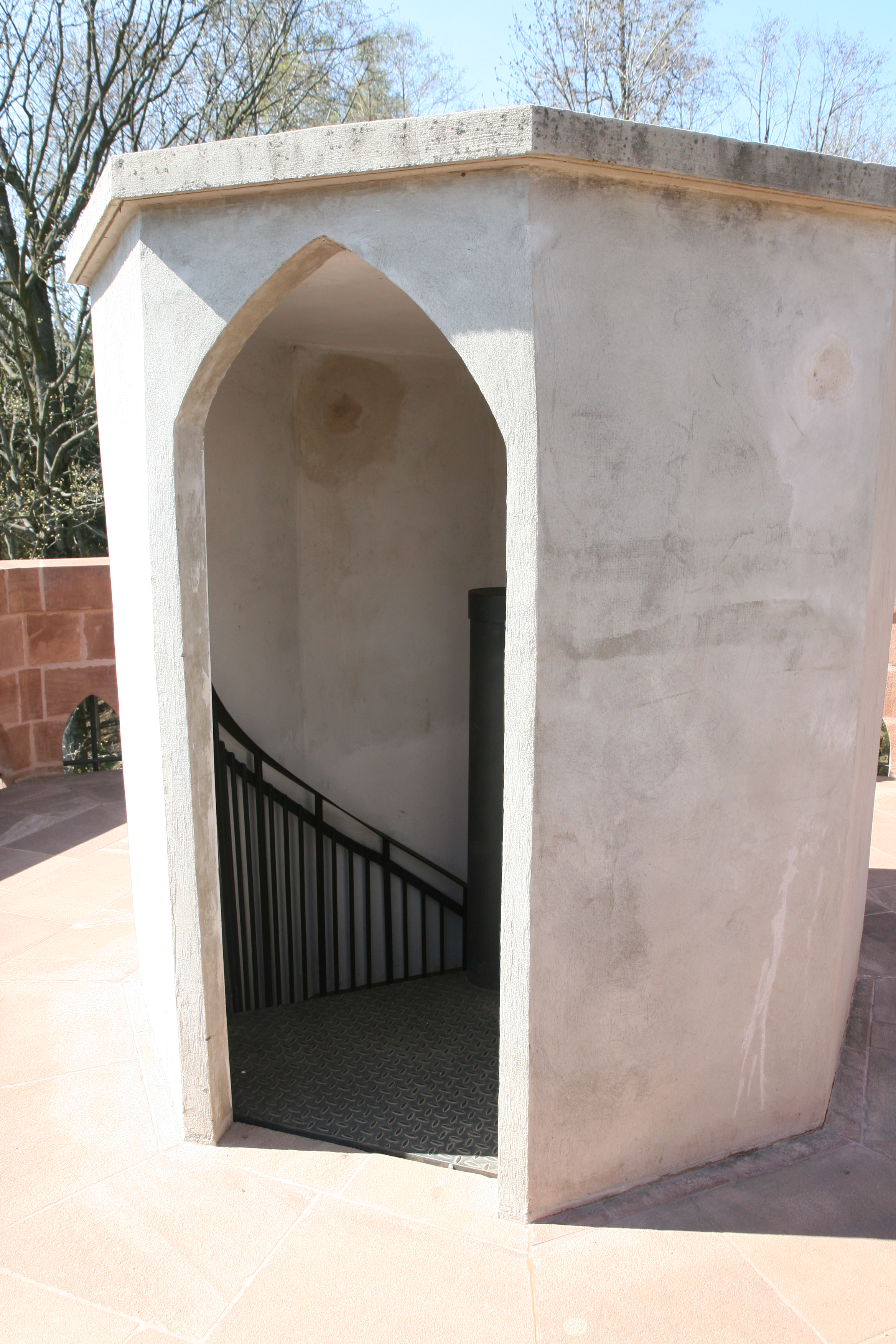
Vstup ze schodiště na ochoz
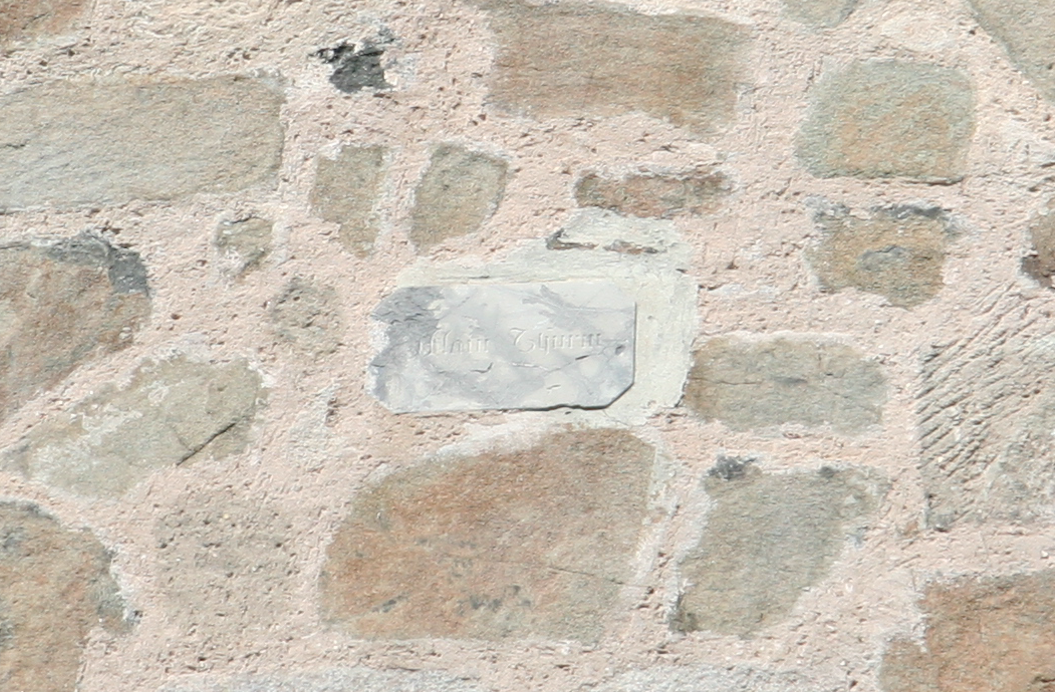
Tabulka Alain Thurm na jižní straně
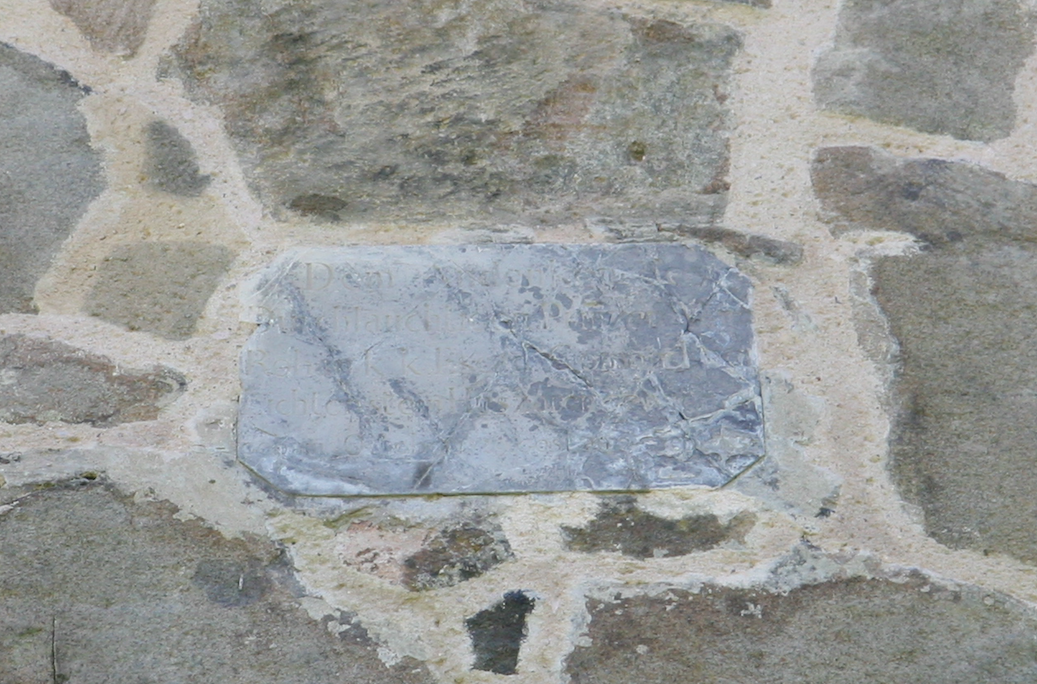
Tabulka na severní straně
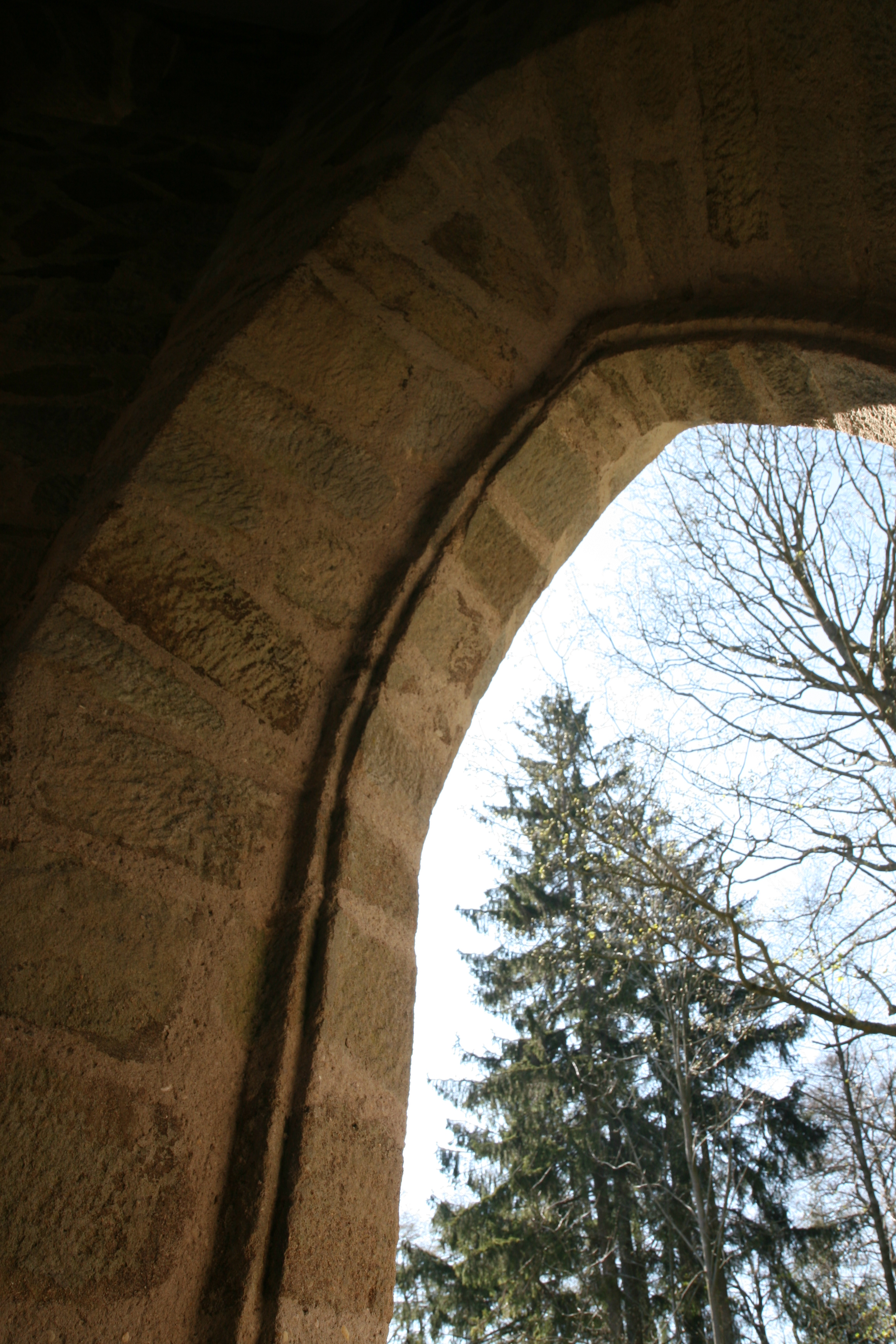
Detail lomeného oblouku